# Pandemia di COVID-19 in Guinea-Bissau
Il primo caso della pandemia di COVID-19 in Guinea-Bissau è stato confermato il 25 marzo 2020.

## Antefatti
Il 12 gennaio 2020, l'Organizzazione mondiale della sanità (OMS) ha confermato che un nuovo coronavirus era la causa di una nuova infezione polmonare che aveva colpito diversi abitanti della città di Wuhan, nella provincia cinese dell'Hubei, il cui caso era stato portato all'attenzione dell'OMS il 31 dicembre 2019.
Sebbene nel tempo il tasso di mortalità della COVID-19 si sia rivelato decisamente più basso di quello dell'epidemia di SARS che aveva imperversato nel 2003, la trasmissione del virus SARS-CoV-2, alla base della COVID-19, è risultata essere molto più ampia di quella del precedente virus del 2003, e ha portato a un numero totale di morti molto più elevato.
Il 5 maggio 2023, l'Organizzazione mondiale della sanità dichiara ufficialmente la fine della pandemia.

## Cronologia

### Marzo
Il 25 marzo, la Guinea-Bissau ha confermato i suoi primi due casi di COVID-19, un dipendente congolese delle Nazioni Unite e un cittadino indiano.

### Aprile
La Guinea-Bissau ha registrato la sua prima morte il 26 aprile.
Il 29 aprile, il Primo Ministro Nuno Gomes Nabiam, il Ministro degli Interni Botche Candé, il Segretario di Stato per l'ordine pubblico Mario Fambé e il Segretario di Stato per l'integrazione regionale Monica Buaro da Costa sono risultati positivi al nuovo coronavirus.

### Maggio
Il 1º maggio, il ministro della sanità pubblica Antonio Deuna si è dimostrato positivo al nuovo coronavirus.

### Giugno
Il 16 giugno, Reuters ha riferito che il 9% degli operatori sanitari era stato infettato da COVID-19. Secondo Joana Cortez, esperta dell'OMS in Guinea-Bissau, i tre principali ospedali di Bissau si trovavano attualmente di fronte a stanze piene di pazienti con COVID-19.
Il 26 giugno il presidente Umaro Sissoco Embaló ha annunciato la proroga di un mese dello stato di emergenza, ma ha revocato il coprifuoco.